# مسجد مهرماه سلطان (ادرنه‌قاپی)
مسجد مهرماه سلطان مسجدی از دورهٔ عثمانی در ادرنه‌قاپی در نزدیکی دیوارهای قسطنطنیه در استانبول، ترکیه است. این مسجد در قلّهٔ تپّهٔ ششم در نزدیکی بلندترین جای این شهر قرار گرفته‌است. این مسجد یک نشانهٔ شهری مهم برای استانبول است.

## تاریخچه
این مسجد برای دختر مورد علاقهٔ سلطان سلیمان قانونی، شاهزاده خانم، مهرماه سلطان ساخته شده‌است. معمار این بنا معمار سنان بوده‌است. کار ساخت مسجد از ۱۵۶۲ تا ۱۵۶۵ طول کشید. این مجموعه در چندین زمین‌لرزه (از جمله ۱۷۱۹، ۱۷۶۶، ۱۸۱۴ و ۱۸۹۴) آسیب دید و اگر چه تلاش‌هایی برای مرمّت مسجد انجام شد ولی ساختمان‌ها ی همراه آن کمتر مورد توجه بوده‌اند. گنبد در زمین‌لرزه ۱۹۹۹ ازمیت آسیب دید و همراه با نیمهٔ بالای مناره نیاز به مرمت دارند.

## یادداشت
1. ↑  Rogers, Sinan, pp. index
2. ↑  Faroqhi, Subjects of the Sultan.